# Vilémov (district de Havlíčkův Brod)
Pour les articles homonymes, voir Vilémov.
Vilémov (en allemand : Wilimow) est un bourg (městys) du district de Havlíčkův Brod, dans la région de Vysočina, en République tchèque. Sa population s'élevait à 1 006 habitants en 2020.

## Géographie
Vilémov se trouve à 5 km à l'est de Golčův Jeníkov, à 24 km au nord de Havlíčkův Brod, à 25 km au sud-est de Kutná Hora, à 47 km au nord de Jihlava et à 84 km à l'est-sud-est de Prague.
La commune est limitée par Zvěstovice, Kněžice et Ronov nad Doubravou au nord, par Heřmanice et Kraborovice à l'est, par Uhelná Příbram au sud-est et au sud, par Leskovice et Rybníček au sud, et par Habry et Golčův Jeníkov à l'ouest.

## Histoire
La première mention écrite de la localité date de 1119.

## Transports
Par la route, Vilémov se trouve à 5,5 km de Golčův Jeníkov, à 28 km de Havlíčkův Brod, à 54,5 km de Jihlava et à 111 km de Prague.